# Adetus differentis
Adetus differentis es una especie de escarabajo del género Adetus, familia Cerambycidae. Fue descrita científicamente por Galileo, Martins & Nascimento en 2014.
Habita en Brasil. Los machos y las hembras miden aproximadamente 7,2 mm. El período de vuelo de esta especie ocurre en los meses de septiembre y diciembre.